# Artillería costera

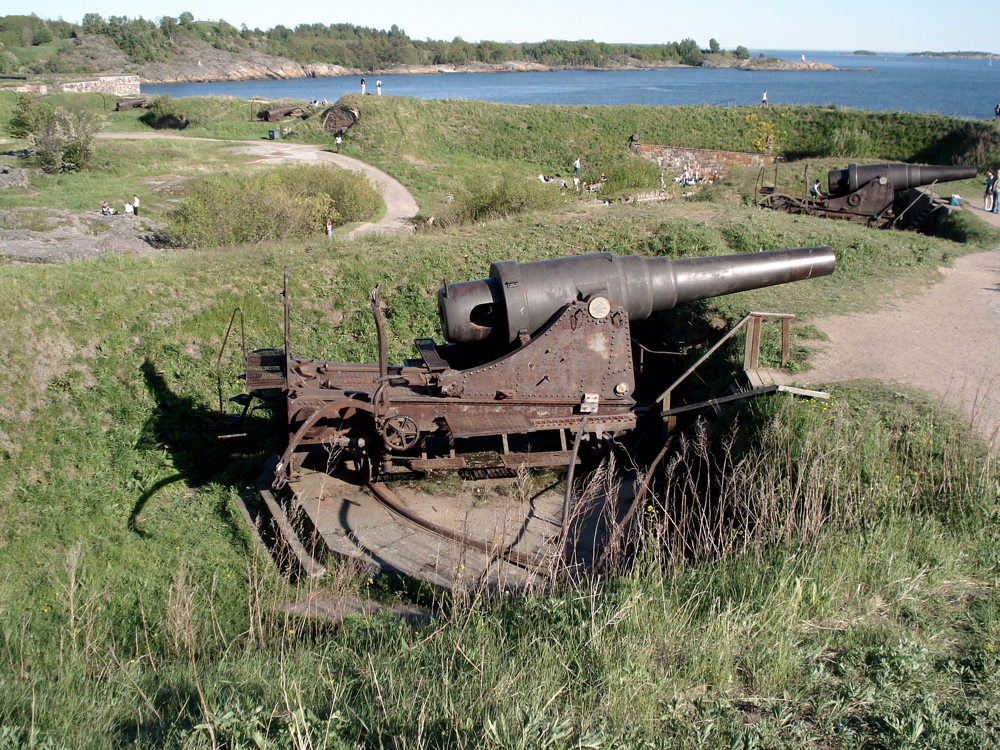
Cañón de artillería costera del en Helsinki, Finlandia.

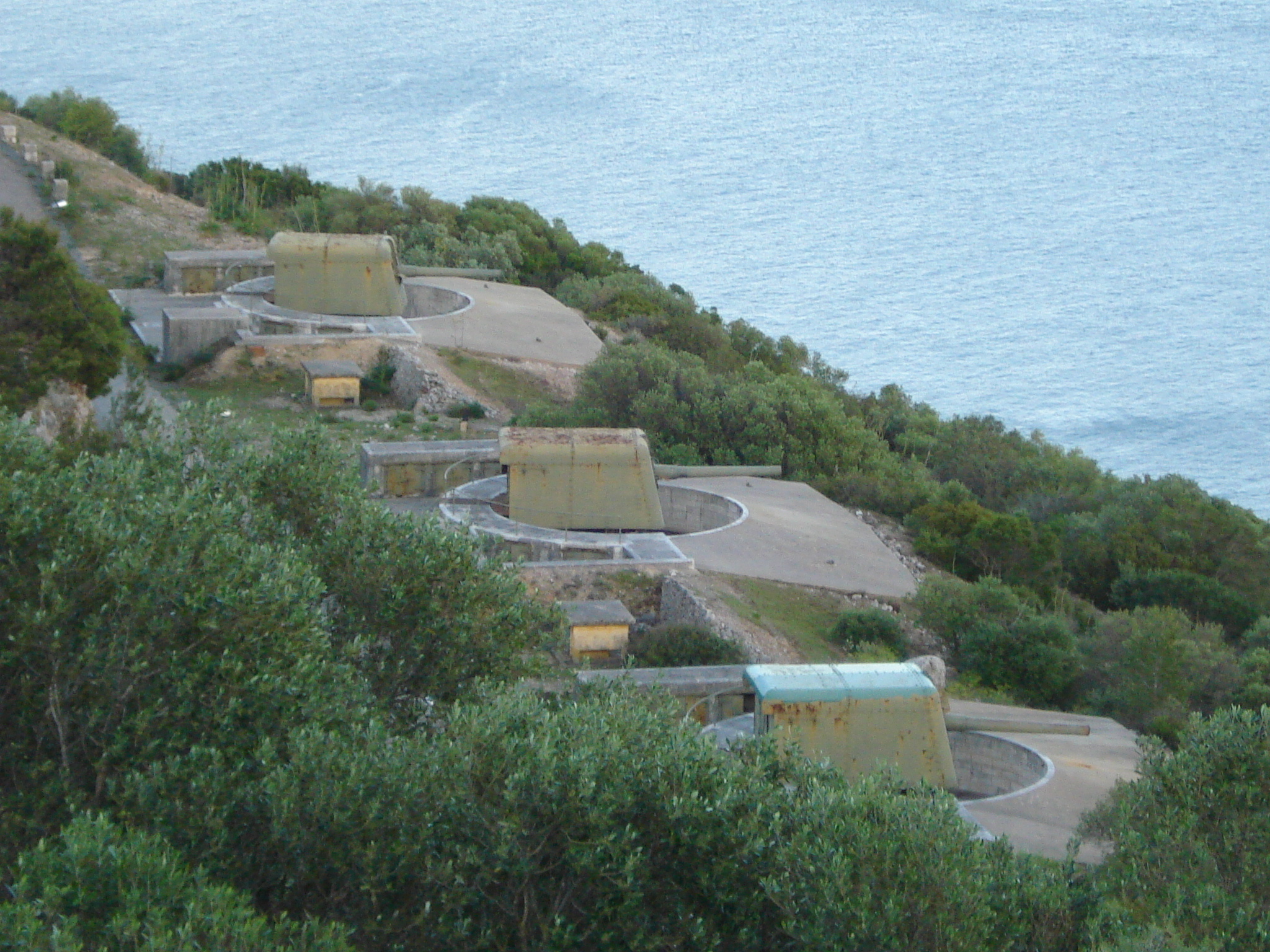
Batería fija de artillería costera del en Setúbal, Portugal.

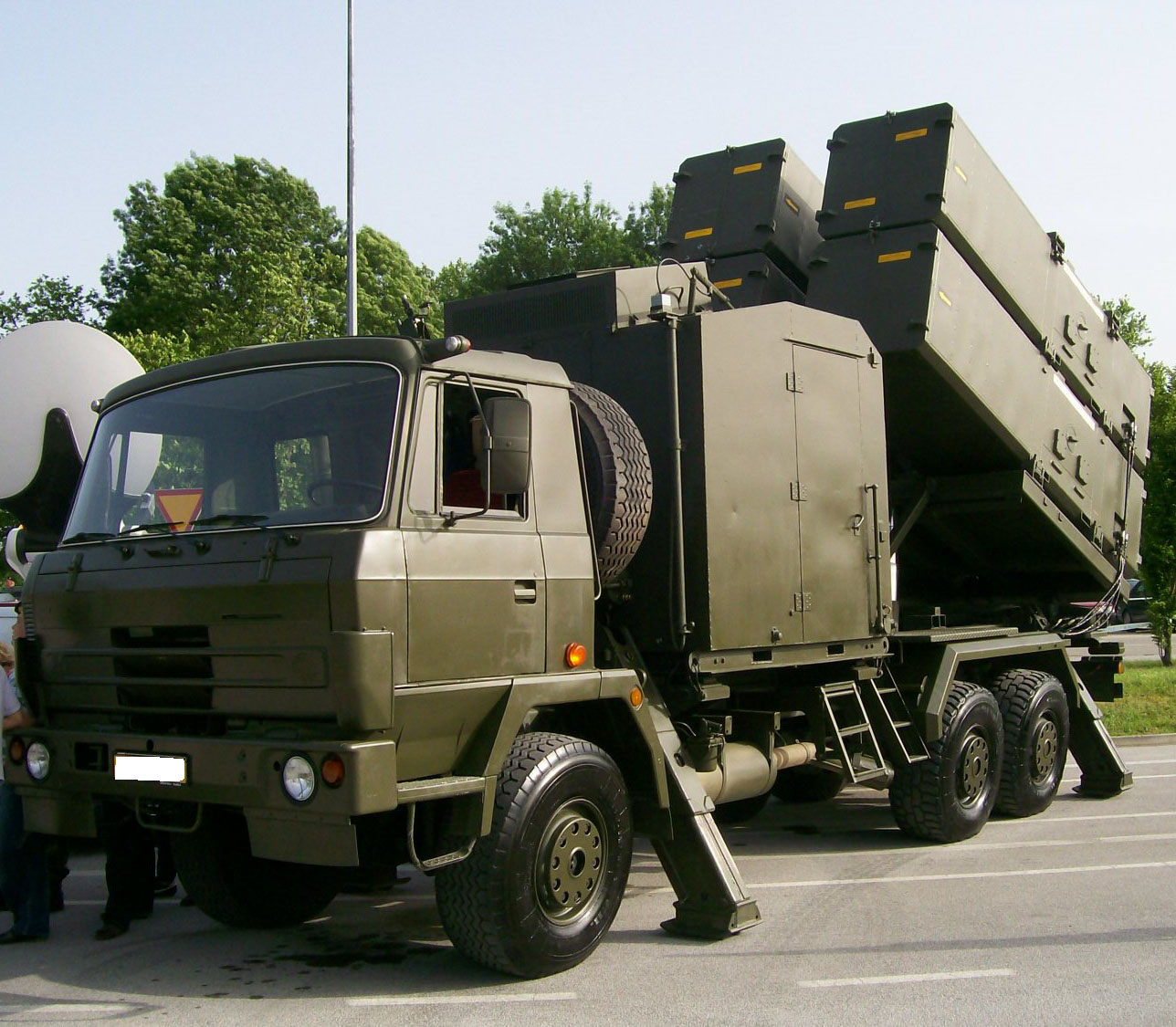
Una batería móvil de defensa costera equipada con misiles antibuque RBS-15 de la Armada Croata.

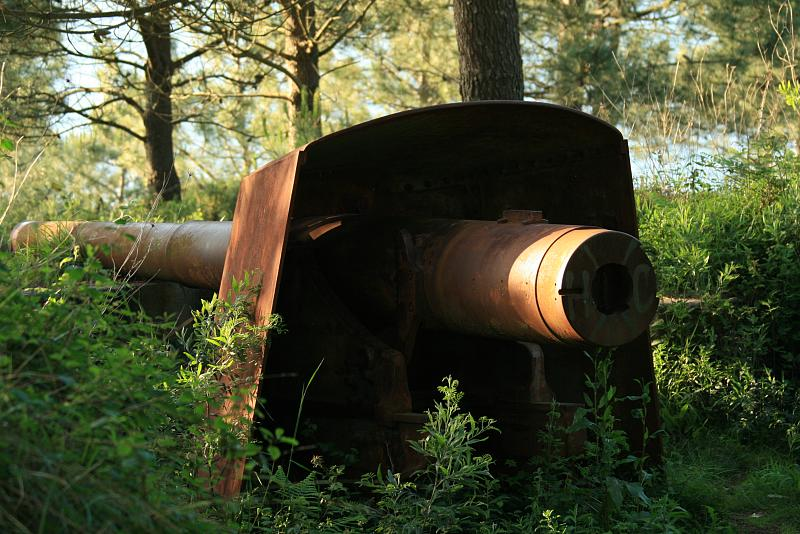
Cañón en Nigrán, España.

La artillería costera es una rama de las Fuerzas Armadas dedicada a operar baterías de artillería antibuque, nidos de ametralladora y fortificaciones costeras.

## Historia
La artillería costera apareció en Europa casi al mismo tiempo en que se introdujeron los cañones durante el siglo XVI. Cuando un poder colonial conquistaba territorios de ultramar, una de las primeras tareas a realizar era construir fortalezas costeras para disuadir a potencias rivales y para someter a los nativos. Durante el siglo XIX, China construyó centenares de fortalezas costeras en un intento de contrarrestar la amenaza naval que suponía Occidente.
La artillería costera pudo formar parte de algunas Marinas (como en los países escandinavos, Alemania durante los tiempos de guerra y también en la Unión Soviética) o parte del Ejército, como sucedió en los países de habla inglesa. En el Reino Unido, por ejemplo, la artillería de costa dependía de la Real Guarnición de Artillería.
En los Estados Unidos, la artillería costera se estableció en 1794 como una rama del Ejército y comenzaron una serie de programas para la construcción de defensas costeras: el "primer sistema" en 1794, el "segundo sistema" en 1804, el "Tercer Sistema" o "Sistema permanente" en 1816, y el "Sistema de Endicott" en 1890, todos destinados a la construcción de dichas fortificaciones. Durante la Segunda Guerra Mundial el papel de la artillería costera de los Estados Unidos dejó de ser antibuque, para convertirse en un rol antiaéreo, ya que durante esos tiempos el avión cobró una importancia fundamental.  
Se ha determinado que una pieza de artillería costera fija equivale a tres piezas de artillería naval del mismo calibre. Dado que la primera es notoriamente más estable y por lo tanto precisa que su contraparte marina.
Después de la Segunda Guerra Mundial, el gran avance en la tecnología aeronáutica y de misiles guiados redujo la importancia de la artillería costera en la defensa de un país. Dichos avances igualmente aumentaron la vulnerabilidad de baterías de artillería fijas a ataques enemigos. Es por esto que en los países en donde la artillería costera no se ha disuelto, esta ha adquirido capacidades anfibias parecidas a la de la Infantería de Marina. En aguas limitadas las baterías de defensa costera móviles, armadas con misiles guiados, pueden ser útiles para impedir el uso de vías marítimas a un oponente moderno.

## Galería

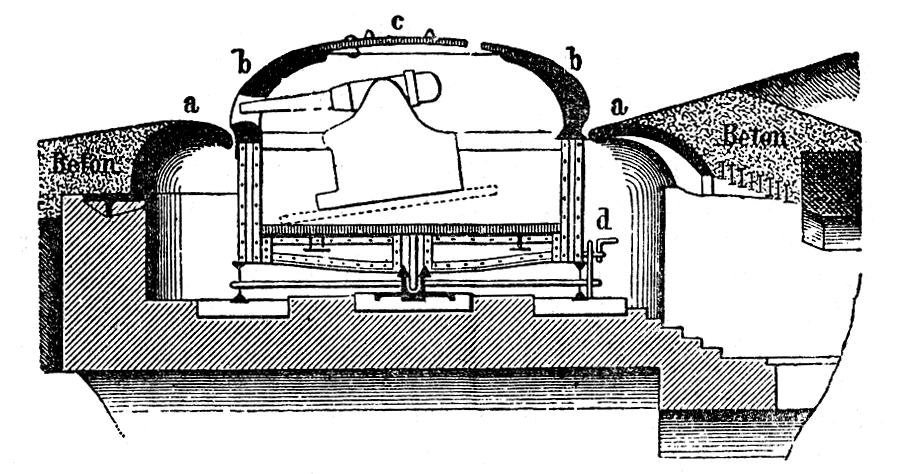
Esquema de una fortificación costera con una torreta giratoria.
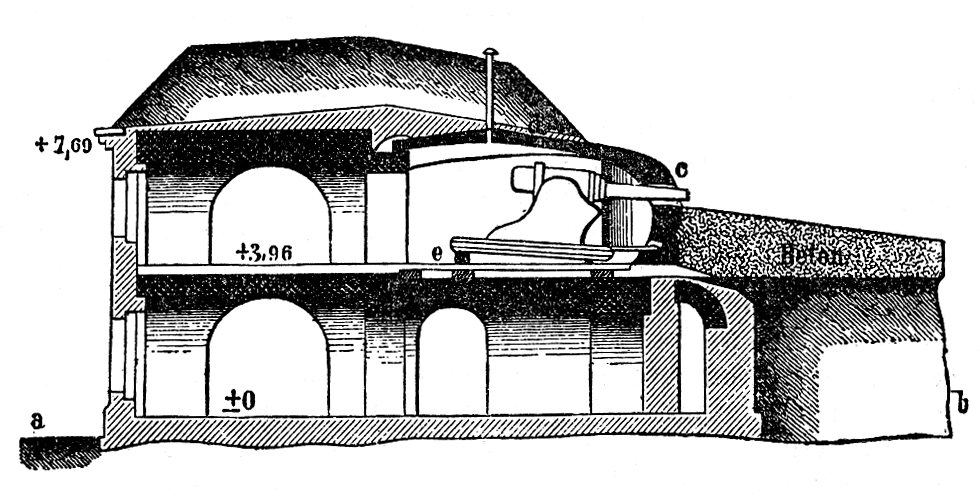
Fortificación costera con cañones fijos.